# Downstream Promoter Element

Übersicht der Konsensussequenzen der vier Kernpromotorelemente B recognition element (BRE), TATA-Box, initiator motif (Inr) und downstream promoter element (DPE).

Downstream Promoter Element (engl., zu deutsch etwa ‚strangabwärtiges Promotorelement‘, DPE) ist ein Bereich eines Promotors und die Bindungsstelle für den Transkriptionsfaktor TFIID.

## Eigenschaften
Das Downstream Promoter Element ist ein Teil des Kernpromotors im Bereich von etwa +28 bis +33 nach dem Transkriptionsstartpunkt. Ursprünglich wurde die Konsensussequenz als RGWCGTG beschrieben, während heute die Konsensussequenz RGWYV(T) angenommen wird. Eine typische gebundene Sequenz lautet A/G-G-A/T-C-G-T-G.
DPE wurden bisher in Drosophila melanogaster und Menschen, jedoch nicht in Saccharomyces cerevisiae gefunden.

## Geschichte
DPE wurde erstmals 1996 durch T. W. Burke und James T. Kadonaga an der University of California, San Diego beschrieben.